# Wereldkampioenschappen moderne vijfkamp 1997
De wereldkampioenschappen moderne vijfkamp 1997 werden gehouden in Sofia in Bulgarije.

## Medailles

### Mannen
| Onderdeel   | Goud | Goud                                                 | Zilver | Zilver                                           | Brons | Brons                                           |
| ----------- | ---- | ---------------------------------------------------- | ------ | ------------------------------------------------ | ----- | ----------------------------------------------- |
| Individueel | FRA  | Sébastien Deleigne                                   | RUS    | Dmitri Svatkovski                                | LTU   | Andrejus Zadneprovskis                          |
| Team        | HUN  | Ákos Kállai Ádám Madaras Péter Sárfalvi              | BLR    | Pavel Dovgal Sergej Korkhoen Andrej Smirnov      | RUS   | Eduard Zenovka Grigori Bremel Dmitri Svatkovski |
| Estafette   | USA  | Scott Christie Richard Connors Vachtang Jagorasjvili | MEX    | Roberto Acosta Horacio de la Vega Sergio Salazar | POL   | Dariusz Mejsner Andrzej Stefanek Igor Warabida  |

### Vrouwen
| Onderdeel   | Goud | Goud                                                 | Zilver | Zilver                                                  | Brons | Brons                                                  |
| ----------- | ---- | ---------------------------------------------------- | ------ | ------------------------------------------------------- | ----- | ------------------------------------------------------ |
| Individueel | RUS  | Jelizabeta Soevorova                                 | ITA    | Fabiana Fares                                           | CZE   | Lucie Grolichová                                       |
| Team        | ITA  | Fabiana Fares Antonietta Giongo Federica Foghetti    | RUS    | Jelizabeta Soevorova Tatjana Moeratova Olga Moekjortova | CZE   | Lucie Grolichová Alexandra Kalinovská Olga Voženílková |
| Estafette   | ITA  | Federica Foghetti Emanuela Gabella Antonietta Giongo | POL    | Paulina Boenisz Edyta Małoszyc Anna Sulima              | GBR   | Julia Allen Kate Allenby Kate Houston                  |

### Medaillespiegel
| Plaats | Land                | Goud | Zilver | Brons | Totaal |
| 1      | Italië              | 2    | 1      | 0     | 3      |
| 2      | Rusland             | 1    | 2      | 1     | 4      |
| 3      | Frankrijk           | 1    | 0      | 0     | 1      |
|        | Hongarije           | 1    | 0      | 0     | 1      |
|        | Verenigde Staten    | 1    | 0      | 0     | 1      |
| 6      | Polen               | 0    | 1      | 1     | 2      |
| 7      | Wit-Rusland         | 0    | 1      | 0     | 1      |
|        | Mexico              | 0    | 1      | 0     | 1      |
| 9      | Tsjechië            | 0    | 0      | 2     | 2      |
| 10     | Litouwen            | 0    | 0      | 1     | 1      |
|        | Verenigd Koninkrijk | 0    | 0      | 1     | 1      |
| Totaal | Totaal              | 6    | 6      | 6     | 18     |